# Muzyka serca
Muzyka serca (tytuł oryg. Sur le rythme) – kanadyjski film muzyczny z 2011 roku w reżyserii Charlesa-Oliviera Michauda.
Światowa premiera filmu miała miejsce 12 sierpnia 2011 roku. W Polsce premiera filmu odbyła się 30 stycznia 2013 roku na antenie Canal+.

## Opis fabuły
Dwudziestoletnia Delphine (Mylène Saint-Sauveur) studiuje medycynę, lecz jej największą miłością jest taniec. Rezygnuje z nauki, co przyczynia się do zaostrzenia konfliktu z rodzicami. Traci również najlepszą przyjaciółkę. Pomimo przeciwności losu Delphine nie porzuca swojej pasji.

## Obsada
- Mylène Saint-Sauveur jako Delphine Lamarre
- Nico Archambault jako Marc Painchaud
- France Castel jako Dorothée "Mamie" Lamarre
- Paul Doucet jako Denis Lamarre
- Marina Orsini jako Marie Lamarre
- Géraldine Charbonneau jako Sophie Painchaud
- Trevor Hayes jako Billy Hollinger
- Lina Roessler jako Sarah Greene
- Julien Hurteau jako Félix
- Jesse Robb jako Chris

i inni.